# Дембники (Нижньосілезьке воєводство)
Дембники (пол. Dębniki) — село в Польщі, у гміні Стшелін Стшелінського повіту Нижньосілезького воєводства.
Населення — 131 особа (2011).
У 1975-1998 роках село належало до Вроцлавського воєводства.

## Демографія
Демографічна структура станом на 31 березня 2011 року:
|          | Загалом | Допрацездатний вік | Працездатний вік | Постпрацездатний вік |
| -------- | ------- | ------------------ | ---------------- | -------------------- |
| Чоловіки | 65      | 10                 | 46               | 9                    |
| Жінки    | 66      | 7                  | 43               | 16                   |
| Разом    | 131     | 17                 | 89               | 25                   |